# Project Runway Latin America (temporada 1)
La primera temporada de Project Runway Latin America se estrenó el 20 de septiembre de 2010 por el canal de televisión Fashion TV Latin America. Cuenta con la participación de 15 diseñadores provenientes de Argentina, Brasil, Chile, Colombia, México, Nicaragua y Venezuela; conducido por la modelo y presentadora mexicana Rebecca de Alba quien a su vez es jurado junto con el diseñador venezolano Ángel Sánchez y la periodista y productora de moda argentina Claudia Pandolfo.
Los diseñadores son guiados por el diseñador argentino Mariano Toledo. Cada episodio dura 60 minutos, con comerciales, y presenta un desafío de diseño y confección a los participantes, cuya valoración por los jurados puede destacarlos hasta otorgarles inmunidad para el siguiente desafío o puede llevarlos a salir de la competencia.

## Diseñadores
| Diseñador                    | Edad | Nacionalidad | Posición |
| ---------------------------- | ---- | ------------ | -------- |
| Ailin Bisi                   | 23   | Argentina    | 15       |
| Alex Peimbert                | 32   | México       | 14       |
| Marina Hidalgo Rojas         | 28   | Chile        | 13       |
| Laura Grosskopf              | 25   | Argentina    | 12       |
| Andrequieli "Quieli" Geibhar | 26   | Brasil       | 11       |
| Wilson "Messhaz" Chaparro    | 23   | Colombia     | 10       |
| Paula Valencia               | 26   | Colombia     | 9        |
| Laura "Chabe" Carrillo       | 26   | México       | 8        |
| Mauro Babun                  | 29   | México       | 7        |
| Noé Roa                      | 30   | México       | 6        |
| Héctor Machuca               | 28   | Venezuela    | 5        |
| Eduardo de Crisci            | 25   | Argentina    | 4        |
| Shantall Lacayo              | 26   | Nicaragua    | 3        |
| Catalina Rautenberg          | 38   | Argentina    | 2        |
| Jorge Duque                  | 35   | Colombia     | 1        |

## Eliminaciones
| Diseñadores   | Episodios | Episodios | Episodios | Episodios | Episodios | Episodios | Episodios | Episodios | Episodios | Episodios | Episodios | Episodios | Episodios |
| Diseñadores   | 1         | 2         | 3         | 4         | 5         | 6         | 7         | 8         | 9         | 10        | 11        | 12        | FINAL     |
| Jorge         | IN        | WIN       | IN        | HIGH      | IN        | HIGH      | HIGH      | IN        | LOW       | LOW       | LOW       | FIN       | GANADOR   |
| Catalina      | HIGH      | HIGH      | HIGH      | IN        | LOW       | IN        | LOW       | WIN       | HIGH      | HIGH      | WIN       | WIN       | OUT       |
| Shantall      | WIN       | IN        | HIGH      | HIGH      | WIN       | HIGH      | IN        | LOW       | WIN       | LOW       | HIGH      | FIN       | OUT       |
| Eduardo       | IN        | IN        | WIN       | IN        | IN        | LOW       | WIN       | IN        | LOW       | HIGH      | LOW       | OUT       |           |
| Héctor        | IN        | IN        | LOW       | IN        | IN        | WIN       | HIGH      | IN        | IN        | WIN       | OUT       |           |           |
| Noé           | HIGH      | IN        | IN        | LOW       | IN        | IN        | IN        | LOW       | LOW       | OUT       |           |           |           |
| Mauro         | LOW       | HIGH      | IN        | WIN       | HIGH      | LOW       | LOW       | IN        | OUT       |           |           |           |           |
| Laura "Chabe" | IN        | IN        | IN        | IN        | LOW       | IN        | IN        | OUT       |           |           |           |           |           |
| Paula         | IN        | IN        | IN        | LOW       | HIGH      | IN        | OUT       |           |           |           |           |           |           |
| Wilson        | IN        | LOW       | LOW       | IN        | IN        | OUT       |           |           |           |           |           |           |           |
| Andrequieli   | IN        | IN        | IN        | IN        | OUT       |           |           |           |           |           |           |           |           |
| Laura         | LOW       | IN        | IN        | OUT       |           |           |           |           |           |           |           |           |           |
| Marina        | IN        | LOW       | OUT       |           |           |           |           |           |           |           |           |           |           |
| Alex          | IN        | OUT       |           |           |           |           |           |           |           |           |           |           |           |
| Ailin         | OUT       |           |           |           |           |           |           |           |           |           |           |           |           |

     El diseñador es el ganador de la temporada.
     El diseñador gana el desafío.
     El diseñador recibe buenos comentarios pero no gana el desafío.
     El diseñador recibe malos comentarios pero no es eliminado.
     El Diseñador pierde el desafío y sale de la competencia.

## Episodios

### Episodio 1:Pack atack
Los diseñadores hacen su presentación, Rebecca de Alba presenta a su mentor, el diseñador Mariano Toledo, y los premios que se lleva el ganador. Su primer desafío es elaborar un outfit para una mujer ejecutiva, para ello a cada uno se le entrega un paquete (pack) con las mismas telas. El ganador del desafío tiene inmunidad en el próximo.
- Jurado: Rebecca de Alba, Ángel Sánchez, Claudia Pandolfo y Sara Galindo (invitada).
- Ganador del desafío: Shantall Lacayo.
- Sale de competencia: Ailin Bisi.
- Emitido el 20 de septiembre de 2010.

### Episodio 2:Un modelo para mi modelo
Los diseñadores tienen la oportunidad de seleccionar a su modelo, empezando por Shantall quien fue la ganadora del primer desafío. Al final todos seleccionan a la modelo que les fue adjudicada inicialmente. El desafío denominado "Un modelo para mi modelo" se trata de crear un vestido para un evento de moda siguiendo las indicaciones de cada una de las modelos. El ganador del desafío tiene inmunidad en el próximo.
- Jurado: Rebecca de Alba, Ángel Sánchez, Claudia Pandolfo y Fabián Zitta (invitado).
- Ganador del desafío: Jorge Duque.
- Sale de competencia: Alex Peimbert.
- Emitido el 20 de septiembre de 2010.

### Episodio 3:Recorrido cinematográfico
| Diseñador | Género cinematográfico |
| --------- | ---------------------- |
| Catalina  | Aventura               |
| Chabe     | Ciencia ficción        |
| Eduardo   | Épico                  |
| Héctor    | Terror                 |
| Jorge     | Surrealismo            |
| Laura G.  | Film Noir              |
| Marina    | Western                |
| Mauro     | Terror                 |
| Messhaz   | Film Noir              |
| Noé       | Épico                  |
| Paula     | Western                |
| Quieli    | Ciencia ficción        |
| Shantall  | Aventura               |

El desafío es diseñar un outfit para un personaje del género cinematográfico que elige cada diseñador, el ganador tiene inmunidad para el siguiente desafío. Los géneros se distribuyeron como lo muestra la tabla.
- Jurado: Rebecca de Alba, Ángel Sánchez, Claudia Pandolfo y Fabián Zitta (invitado).
- Ganador del desafío: Eduardo de Crisci.
- Sale de competencia: Marina Hidalgo Rojas.
- Emitido el 27 de septiembre de 2010.

### Episodio 4:Maquillaje
Los diseñadores tienen la oportunidad de seleccionar a su modelo, empezando por Eduardo quien fue el ganador del desafío anterior. El desafío "Maquillaje" se trata de crear una prenda (outfit) o conjunto de prendas para una mujer decidida y sofisticada según propuesta de maquillaje de Maxfactor. El ganador del desafío tiene inmunidad en el próximo.
- Jurado: Rebecca de Alba, Ángel Sánchez, Claudia Pandolfo y Jorque Lentino (maquillador, invitado).
- Ganador del desafío: Mauron Babun.
- Sale de competencia: Laura Grosskopf.
- Emitido el 4 de octubre de 2010.

### Episodio 5:Innovación y creatividad
Los diseñadores tienen la oportunidad de seleccionar a su modelo, empezando por Mauro quien fue el ganador del desafío anterior. El desafío es diseñar y confeccionar un traje de noche de vanguardia utilizando elementos de comprados en un supermercado. El ganador del desafío tiene inmunidad en el próximo.
- Jurado: Rebecca de Alba, Ángel Sánchez, Claudia Pandolfo y Min Agostini (invitada).
- Ganador del desafío: Shantall Lacayo.
- Sale de competencia: Andrequieli Gelbhar.
- Emitido el 11 de octubre de 2010.

### Episodio 6:Noches de Encanto
Los diseñadores son instruidos por Steve Antin Director de la película "Burlesque" en crear un diseño basado en la estética de la película. Como sorpresa se da la noticia de que los diseñadores trabajaran en equipos, y durante la segunda jornada de trabajo se les comunica que además deberán crear un segundo traje. El ganador del desafío tiene inmunidad en el próximo.
- Jurado: Rebecca de Alba, Ángel Sánchez, Claudia Pandolfo y (invitada).
- Ganador del desafío: Héctor Machuca.
- Sale de competencia: Wilson Chaparro.
- Emitido el 18 de octubre de 2010.

### Episodio 7:MujerMastercard
Los diseñadores deberán crear un diseño basado en la filosofía detrás de la marca Mastercard. El ganador del desafío tiene inmunidad en el próximo.
- Jurado: Rebecca de Alba, Claudia Pandolfo y Hernán Zajar (invitado).
- Ganador del desafío: Eduardo de Crisci.
- Sale de competencia: Paula Valencia.
- Emitido el 25 de octubre de 2010.

### Episodio 8:Mujer del Futuro
Los diseñadores deberán crear un diseño urbano para una mujer que vive en el año 2150, utilizando únicamente como material pantalones de mezclilla Andrea Jeans. A partir de éste desafío el ganador no obtendrá inmunidad para el próximo.
- Jurado: Rebecca de Alba, Ángel Sánchez, Claudia Pandolfo y Sara Galindo (invitada).
- Ganador del desafío: Catalina Rautenberg.
- Sale de competencia: Laura "Chabe" Carrillo.
- Emitido el 1 de noviembre de 2010.

### Episodio 9:Desafío OLAY
Los diseñadores deberán crear una prenda multi-funcional que tenga tres diferentes posibilidades de uso. El concepto detrás de la prende deberá ir en tono con la filosofía detrás de la marca OLAY y su producto 7-en-1, además los diseñadores deben demostrar en su diseño el proceso de transformación de la industria de la moda.
- Jurado: Rebecca de Alba, Ángel Sánchez, Claudia Pandolfo y Florencia Raggi (invitada).
- Ganador del desafío: Shantall Lacayo.
- Sale de competencia: Mauro Babun.
- Emitido el 8 de noviembre de 2010.

### Episodio 10:El Color de las Divas
Los participantes buscaron su inspiración en los tonos de cabello Koleston que lucen las modelos, y diseñaron pensando en mujeres icónicas que hayan marcado estilo y tendencia a partir del color de su pelo. Sobre la pasarela, los diseñadores no sólo debieron defender sus trabajos, sino que -frente a la mirada de sus compañeros- también fueron obligados a demostrar quién de todos ellos merece seguir en la competencia.
| Equipo | Diseñador | Color de Cabello | Mujer Icónica        |
| ------ | --------- | ---------------- | -------------------- |
| 1      | Shantal   | Moreno Oscuro    | Audrey Hepburn       |
| 1      | Noe       | Rubio            | Kim Basinger         |
| 2      | Héctor    | Rubio            | Sarah-Jessica Parker |
| 2      | Cata      | Pelirrojo        | Rita Haywood         |
| 3      | Edu       | Castaño          | Scarlett Johanson    |
| 3      | Jorge     | Castaño Oscuro   | Kate Blanchett       |

- Jurado: Rebecca de Alba, Ángel Sánchez, Claudia Pandolfo y Oscar Madrazo (invitado).
- Ganador del desafío: Hector Machuca.
- Sale de competencia: Noe Roa.
- Emitido el 15 de noviembre de 2010.

### Episodio 11:Novia de papel
Los participantes deberán diseñar un vestido de novia utilizando como material principal papel periódico. Para ello debieron recoger, en sólo 30 segundos, la mayor cantidad de ejemplares del diario La Nación en su taller de impresión.
- Jurado: Rebecca de Alba, Ángel Sánchez, Claudia Pandolfo y Clara Gonzalez (invitada).
- Ganador del desafío: Catalina Rautenberg.
- Sale de competencia: Héctor Machuca.
- Emitido el 22 de noviembre de 2010.

### Episodio 12:RetoPantene
Los participantes deberán diseñar un vestido para Rebecca de Alba para ser usado en la Gran Final de Project Runway
- Jurado: Rebecca de Alba, Ángel Sánchez, Claudia Pandolfo
- Ganador del desafío: Catalina Rautenberg.
- Sale de competencia: Eduardo de Crisci.
- Emitido el 29 de noviembre de 2010.

## Curiosidades
- Al igual que The Amazing Race en Discovery Channel, los 14 episodios se grabaron entre julio y septiembre manteniendo siempre en todo momento el más absoluto hermetismo para evitar cualquier filtración sobre los resultados. En cualquier caso, el 13 de diciembre recién se revelaría el nombre del vencedor de la competencia.
- El último programa dura dos horas en vez de una.
- Este fue el último ciclo de programas en donde Rebecca de Alba todavía lucía su larga cabellera. El 3 de diciembre, y cumpliendo una promesa realizada un año antes, se la cortó en apoyo al "Pelontón", iniciativa promovida por el Teletón México en apoyo a las personas con cáncer.
- El salón del Hotel Atlantis donde se realizó el desfile final es el mismo donde se realizó el certamen Miss Universo 2009.
- FTV grabó un especial con el detrás de cámaras de dicho desfile.
- Las tarjetas Mastercard donde estaban depositados los dineros de los concursantes eran "genéricas", es decir, no trabajaban con banco alguno.
- Es la segunda vez en la historia de los reality shows panregionales, a nivel latinoamericano, que gana un concursante que durante la convivencia confesó su homosexualidad. El único antecedente lo protagonizó el ecuatoriano Juan Sebastián López, ganador de la única edición de "Gran Hermano del Pacífico" realizado y transmitido en Colombia en el 2005.
- Shantall Lacayo se mudó de su natal Nicaragua a Estados Unidos y ahí fue escogida para participar en la temporada 19 de Project Runway, alzándose con el título de dicha temporada el 3 de febrero de 2022.